# Burmeistera asplundii
Burmeistera asplundii är en klockväxtart som beskrevs av Jeppesen. Burmeistera asplundii ingår i släktet Burmeistera och familjen klockväxter. IUCN kategoriserar arten globalt som akut hotad. Inga underarter finns listade i Catalogue of Life.